# Фрагория
Фрагория — компьютерная игра в жанре славянского фэнтези, относящаяся к типу ролевых массово-многопользовательских браузерных игр в реальном времени от третьего лица (BBMMORPG), условно-бесплатная. Основана на Flash-технологии, для работы требует доступ в интернет, браузер и установленный Adobe Flash Player. Проект разработан компанией «РуСофтваре» в 2007 году и развивается до сих пор. Игровая вселенная создана в жанре фэнтези в старославянском стиле.
Игра сочетает в себе возможности таких игр, как Diablo и World of Warcraft (WOW). Игровой мир населён разнообразной живностью, в игре доступны как PvE (игрок против монстров), так и PvP (игрок против игрока) составляющие, которые дополняют друг друга. С девятого уровня игроку предстоит выбрать путь развития персонажа. Помимо боевых навыков можно развивать профессии и торговые репутации. Игра включает обширную территорию для общения игроков друг с другом, есть внутриигровая почта, чат, можно создавать гильдии, альянсы, иногда проводятся турниры и различные праздники.

## Версии игры
Игра выпущена в 2007 году, за время существования она дважды изменялась: в 2008 году вышла вторая версия (сервера закрыли 15 ноября 2010), в 2009 — третья. Фактически игра поменялась полностью, сохранились персонажи игроков (но их характеристики изменились), текстуры игры (несколько расширились и несколько раз поменяли свой формат), названия локаций (сами локации несколько раз сильно видоизменялись). Всё остальное изменилось: старые игровые вещи убраны (взамен были даны жетоны и золото), полностью изменена игровая динамика, введена новая система классов, иные платные услуги, введены спутники персонажей, лошади, крафт, улучшение вещей при помощи самоцветов.

### Браузерная версия
Браузерная версия игры обладает более экономной графикой и повышенной производительностью, предназначенной для онлайн-игры с любого компьютера и из любой точки интернет-подключения без предварительной загрузки данных. Текстуры игры хранятся в кэше браузера.

### Клиентская версия
Клиентская версия доступна для бесплатного скачивания с сайта игры, в виде отдельного установочного файла, предназначена для экономии трафика клиентов, так как текстуры сохраняются на жёсткий диск компьютера в папку установки. Также данная версия предназначена для работы через прокси-сервер. Начальная установка не содержит текстур, и они подгружаются в процессе работы.

### Полноформатная версия
Полноформатная версия игры изначально требовала приобретения компакт-диска с игрой. В отличие от клиентской версии, игра включает в себя все текстуры игры, и они не скачиваются с сервера-ресурсов. Стоимость диска зачисляется на электронный кошелёк в игре. Первый выпуск полноформатной версии был в декабре 2007 года, но клиент на нём устарел в середине января 2008 года из-за смены формата текстур. Второй раз диск был выпущен в феврале 2009 года. В начале 2010 года полноформатная версия выкладывалась официально администрацией через торрент-трекер. Текстуры в игре снова сменились в середине лета 2010 года, вернувшись к изначально открытому формату, в виде jpg, gif и png файлов. На текущий момент полноформатная версия не доступна.

### 3D версия игры
11 сентября 2012 года разработчики запустили открытое бета-тестирование нового 3D клиента «Фрагории», созданного на основе технологии Unity Web Player.

## Игровой процесс
Можно создать до четырёх персонажей на каждом сервере. В российской «Фрагории» на данный момент существует восемь серверов. Сириус, Виктори, Орион, Велес, Сварог, Сирин, Дива и Святогор. Основной рост персонажей идёт за счёт выполнения бесчисленного количества квестов (заданий), которые выдаются с самого первого уровня. Различные вещи (лут) выпадают из монстров при их убийстве. В игре реализована добыча ресурсов, крафт. Умения персонажа улучшаются покупкой книг, или при смене класса. Также, начиная с 13 уровня, игроки могут ходить в подземелья.

### Задания
Мирные жители склонны к тому, чтобы предаваться философским размышлениями, нуждаться в помощи, или наоборот, предлагать персонажу свою помощь. За выполнение заданий персонажу может полагаться различная награда — полезные вещи, опыт, деньги, важные сведения или репутация разных организаций.
Задания различаются по уровню сложности, поэтому в списке заданий их названия и значки показываются разными цветами:
- Очень простые задания показываются белым, а их значки — серым цветом.
- Простые задания показываются зелёным цветом.
- Задания подходящего уровня показываются желтым цветом.
- Сложные задания показываются оранжевым цветом.

Существует несколько основных типов заданий:
- Найти нужного персонажа и поговорить с ним.
- Передать вещь — иногда мирным жителям нужно что-нибудь найти, передать письмо или собрать компоненты.
- Убить монстра — зачастую мирным жителям мешают дикие звери, степняки, хулиганы, костецы и они просят персонажа разобраться с ними, обещая взамен награду.

Так же можно поучаствовать в играх через кнопку Подписка. В этих играх можно получить огромный опыт.

### Игровая валюта
В игре есть два типа валют: золото и изумруды. Золотом называют валюту, добываемую непосредственно в игре. Золото делится на три валюты разной ценности:
- Медь — самая мелкая валюта.
- Серебро, 1 серебро = 100 меди.
- Золото, 1 золото = 100 серебра.

Когда игрок набирает больше 100 серебра или меди, они автоматически переводятся в соответствующее количество золота или серебра.
Так же с недавнего времени существует и третий тип валюты — Знаки. Их 6 видов
- Знак Варяга
- Знак Дружинника
- Знак Героя
- Знак Воеводы
- Знак Князя
- Знак Боярина

За эти жетоны можно приобрести вещи для персонажа и его спутника, а также некоторые другие предметы, которые могут помочь в игре

### Классы
Персонажи в игре делятся по классам (в игре их существует 18), которые определяют его умения и направление дальнейшего развития. Изначально все имеют один класс, который в себе объединяет черты как воина, так и мага. Впоследствии, достигнув 9, 15 и 31 уровня, игрок получает возможность выбрать новый класс.
| Путник              |                     |                     |                     |  |                      |                      |                      |                      |                       |                       |  |
| Ведун (ветка магов) | Ведун (ветка магов) | Ведун (ветка магов) | Ведун (ветка магов) |  | Силач (ветка воинов) | Силач (ветка воинов) | Силач (ветка воинов) | Силач (ветка воинов) | Силач (ветка воинов)  | Силач (ветка воинов)  |  |
| ↙                   | ↙                   | ↘                   | ↘                   |  | ↙                    | ↙                    | ↓                    | ↓                    | ↘                     | ↘                     |  |
| Чародей             | Чародей             | Целитель            | Целитель            |  | Охотник              | Охотник              | Боец                 | Боец                 | Ратник                | Ратник                |  |
| ↙                   | ↘                   | ↙                   | ↘                   |  | ↙                    | ↘                    | ↙                    | ↘                    | ↙                     | ↘                     |  |
| Пламенный Чароплет  | Ледяной Чароплет    | Волхв               | Кудесник            |  | Разведчик            | Застрельщик          | Берсерк              | Витязь               | Самоцветный Заступник | Адамантовый Заступник |  |

С новым классом персонаж приобретает свойственный ему набор умений и заклинаний. Если персонаж по какой-либо причине не выбирает новый класс, а остается в старом, он может получить улучшения имеющихся у него умений, прочитав Книги Умений, но не получит новых умений до тех пор, пока не выберет новый класс. Приобретя новый класс, персонаж не только получает новые умения, но может также продолжать совершенствовать старые, свойственные его предыдущему классу.

## Международный статус игры
Игра переведена на Английский, Немецкий, Польский, Французский, Китайский, Японский, Испанский и другие. Версии игры в различных странах могут отличаться друг от друга.

## Издатели, дистрибьюторы в разных странах
- Akella — дистрибьютор DVD-дисков игры в России, сейчас продвижение проекта идёт в сотрудничестве с mail.ru[8]
- Bigpoint в Германии[9]
- Shanghai Winzone info & tech Ltd в Китае[10][11]
- Acquire[англ.] в Японии
- Aeria Games and Entertainment[англ.] в Северной Америке[12]

Во всех случаях игра была закрыта спустя некоторое время. Именно поэтому разработчики игры создали свой собственный международный портал для мирового сообщества fragoria.com

## Критика
- Технические проблемы:
  - Требование большого размера кэша брузера[13]
  - Требование большого объёма оперативной памяти.
  - Технология Flash не может полноценно использовать видеокарту, что сказывается сильной нагрузкой центрального процессора.
  - При малой скорости интернет-соединения текстуры подгружаются не сразу, а во время игры по мере необходимости.
- Проблемы с крафтом и ресурсами для него. Есть мнение[14], что они совершенно бесполезны в экономическом плане.
- Подразумевая бесплатность, разработчики всячески стараются заставить игроков платить за множество вещей, которые нужны для комфортного существования в игре.